# Бакаири
Бакаири́ (Bacairí, Bakairí, Kurâ) — индейский язык, относящийся к шингуанской (бакаири) группе карибской языковой семьи, на котором говорят в 9 или 10 деревнях на территории штата Мату-Гросу в Бразилии. Кроме бакаири, население также использует португальский язык.
Используется алфавит на латинской основе: A a, Â â, B b, D d, E e, G g, Gu gu, H h, I i, J j, K k, L l, M m, N n, Nh nh, O o, P p, R r, S s, T t, U u, X x, W w, Y y, Z z.

## Некоторые фразы
- Odora? — Как дела?
- Âdapa lâwâne? — Как дела?
- Âdapa — ответ на Odora and Âdapa lâwâne
- Âdainkâba urâ — ответ на Âdapa lâwâne
- Âdyam idâze âmâ? — Куда вы идёте?
- Âdyam mydâly? — Куда вы идёте?